# Избоищское сельское поселение
Избоищское сельское поселение — упразднённое сельское поселение в составе Чагодощенского района Вологодской области.
Центр — деревня Избоищи.
Образовано 1 января 2006 года в соответствии с Федеральным законом № 131 «Об общих принципах организации местного самоуправления в Российской Федерации».
В состав сельского поселения вошёл Избоищский сельсовет.
Законом Вологодской области от 26 ноября 2015 года № 3783-ОЗ, были преобразованы, путём их объединения, Белокрестское, Борисовское, Избоищское, Лукинское, Мегринское и Покровское сельские поселения — в сельское поселение Белокрестское с административным центром в селе Белые Кресты.

## География
Расположено в центре района. Граничит:
- на западе с Белокрестским сельским поселением, городским поселением Сазоново и Первомайским сельским поселением,
- на севере с городским поселением Чагода,
- на востоке с Борисовским и Покровским сельскими поселениями,
- на юге с Лукинским сельским поселением,
- на юго-западе с Новгородской областью.

На территории сельского поселения расположена ж/д станция Приворот (участок Кабожа — Подборовье), протекает река Кобожа.

## Населённые пункты
В 1999 году был утверждён список населённых пунктов Вологодской области. С тех пор состав Избоищского сельсовета и сельского поселения не изменялся.
В состав сельского поселения входило 12 населённых пунктов, в том числе
11 деревень,
1 жд станция.
| Населённый пункт    | ОКАТО          | Рег. номер | Расстояние до районного центра, км | Расстояние до центра поселения, км | Индекс | Координаты                      |
| ------------------- | -------------- | ---------- | ---------------------------------- | ---------------------------------- | ------ | ------------------------------- |
| деревня Избоищи     | 19 254 808 002 | 7276       | 24                                 | —                                  | 162420 | 58°59′11″ с. ш. 35°17′13″ в. д. |
| деревня Клыпино     | 19 254 808 003 | 7277       | 23                                 | 1                                  | 162400 | 58°59′36″ с. ш. 35°16′15″ в. д. |
| деревня Лукино      | 19 254 808 004 | 7278       | 27,5                               | 3,5                                | 162400 | 58°57′46″ с. ш. 35°14′26″ в. д. |
| деревня Мишино      | 19 254 808 005 | 7279       | 29                                 | 5                                  | 162400 | 58°56′33″ с. ш. 35°16′41″ в. д. |
| деревня Пахомиха    | 19 254 808 006 | 7280       | 33                                 | 9                                  | 162400 | 58°57′22″ с. ш. 35°11′54″ в. д. |
| деревня Приворот    | 19 254 808 007 | 7281       | 33                                 | 9                                  | 162400 | 58°57′14″ с. ш. 35°11′31″ в. д. |
| жд станция Приворот | 19 254 808 008 | 7282       | 34                                 | 10                                 | 162400 | 58°58′39″ с. ш. 35°09′44″ в. д. |
| деревня Семово      | 19 254 808 009 | 7283       | 24,5                               | 0,5                                | 162400 | 58°59′03″ с. ш. 35°18′16″ в. д. |
| деревня Трухино     | 19 254 808 001 | 7284       | 24,5                               | 0,5                                | 162420 | 58°58′49″ с. ш. 35°16′51″ в. д. |
| деревня Фрязино     | 19 254 808 010 | 7285       | 26                                 | 2                                  |        | 58°58′32″ с. ш. 35°16′20″ в. д. |
| деревня Харчиха     | 19 254 808 011 | 7286       | 22                                 | 2                                  | 162400 | 59°00′37″ с. ш. 35°14′30″ в. д. |
| деревня Шолохово    | 19 254 808 012 | 7287       | 25,1                               | 1,1                                | 162400 | 58°59′51″ с. ш. 35°17′13″ в. д. |